# Presidente Venceslau (kommun)
Presidente Venceslau är en kommun i Brasilien.   Den ligger i delstaten São Paulo, i den södra delen av landet, 800 km sydväst om huvudstaden Brasília. Antalet invånare är 37 915.
Följande samhällen finns i Presidente Venceslau:
- Presidente Venceslau

Trakten runt Presidente Venceslau består i huvudsak av gräsmarker. Runt Presidente Venceslau är det mycket glesbefolkat, med 7 invånare per kvadratkilometer.